# Aillutticus montanus
Aillutticus montanus là một loài nhện trong họ Salticidae.
Loài này thuộc chi Aillutticus. Aillutticus montanus được Hipólito Ruiz López & Antonio D. Brescovit miêu tả năm 2006.